# Reines de Rouen
 (décembre 2013).
Si vous disposez d'ouvrages ou d'articles de référence ou si vous connaissez des sites web de qualité traitant du thème abordé ici, merci de compléter l'article en donnant les références utiles à sa vérifiabilité et en les liant à la section « Notes et références ».

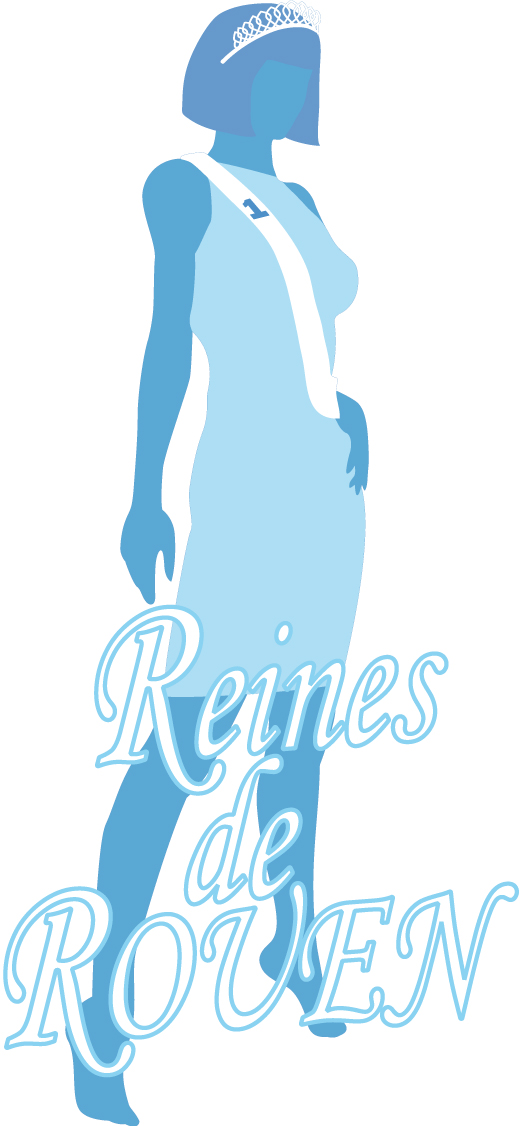
Logo des Reines de Rouen

Les Reines de Rouen est un concours de beauté français existant depuis les années 1940 et se déroulant à Rouen.

## Histoire
L’élection des Reines de Rouen existe depuis les années 1940. L’actuel Président de la fédération des comités de quartiers de la ville de Rouen, Monsieur Anne, a rejoint le jury des Reines de Rouen en 1950 pour en devenir le Président en 1957. À plus de quatre-vingt-dix ans, M. Anne délègue aujourd’hui plusieurs de ses fonctions à deux anciennes Reines et à sa petite-fille : Aurélie Lelièvre et Aurélie Le Pesteur (Reines de Rouen 2006 et 2007) et Stéphanie Berben. 
Aujourd'hui, les nouvelles organisatrices utilisent des moyens plus modernes pour rafraîchir l'usage de la traditionnelle élection des Reines de Rouen. En effet, à l'aide de sites Web et de Blogs, elles mettent en ligne les photos, les articles de presse et les récits des manifestations auxquels les Reines participent. Le rôle des Reines de Rouen est réinventé de jour en jour par le biais de leur participation à des manifestations plus diverses et à leurs nombreuses rencontres avec le grand public.

## Sélection des candidates
Les candidates qui se présentent doivent avoir entre 17 et 23 ans, être domiciliées à Rouen, être célibataires sans personne à charge et libre de tout contrat d'imprésario. Elles sont sélectionnées sur certaines de leurs qualités : l’élégance, la bonne élocution, la prestance, la sociabilité, le savoir-être, la connaissance de la ville de Rouen. Chaque année, deux jeunes filles (une Reine et une Demoiselle d'honneur), sont élues pour représenter le temps d’une année, la Ville de Rouen.
En 2009, Marine Da Rocha et Ophélie Gille sont les ambassadrices de la Ville de Rouen.

## Manifestations
La Reine et sa Demoiselle d’honneur sont présentes lors d’une quarantaine de dates tout au long de leur règne, où elles parcourent les comités de quartiers (Nouvel an, Galette des Rois, 1er mai, Saint Fiacre,…), rendent visite aux personnes âgées (visites en maison de retraite pour la distribution du muguet…) et aux enfants malades du CHU de Rouen (pour offrir un peu de réconfort, un spectacle et quelques cadeaux).
Les Reines de Rouen participent aux fêtes Jeanne d'Arc, au Corso fleuri du Havre et accompagnent le maire lors des inaugurations (la foire internationale d’exposition, les vingt-quatre heures motonautiques, la foire Saint-Romain…).
L’action des Reines de Rouen est très vaste : elles visitent chaque année la SNPA pour la soutenir, inaugurent le Parc de Clères, suivent les coureurs cyclistes du Paris-Rouen et une année sur cinq elles ont la chance de participer à l’Armada.